# Verrucano

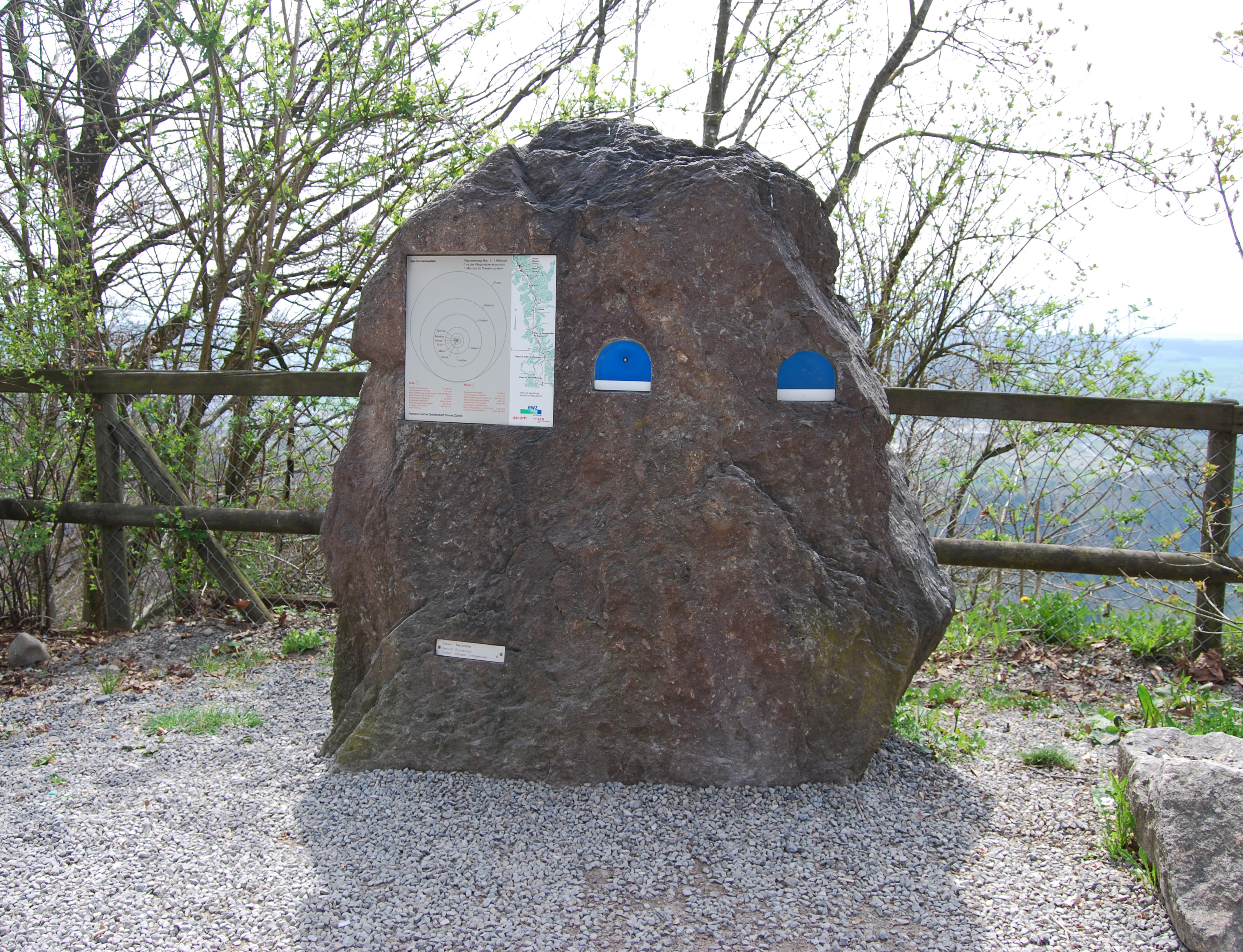
Verrucano-Findling des Linthgletschers (Planet-Erde-Station des Planetenwegs Uetliberg–Felsenegg)

Verrucano (auch Alpiner Verrucano) ist eine durch festländisch abgelagerte Konglomerate gekennzeichnete Gesteinsserie des Perms der Alpen und des Apennin sowie angrenzender alpidisch gefalteter Gebiete. Neben siliziklastischen Sedimentgesteinen enthält die Abfolge auch Gesteine vulkanischen Ursprunges. Der teils schwach metamorphe Verrucano gilt allgemein als Gegenstück der Rotliegend-Gesteine nördlich des Alpenraumes.

## Begriff und Geschichte
Die erste ausführliche wissenschaftliche Beschreibung stammt aus dem Jahr 1892 von Ludwig Milch (Beiträge zur Kenntnis des Verrucano). Jedoch nahm bereits Horace-Bénédict de Saussure im Alpenbereich von diesen Gesteinen durch Aufschlüsse bei Vallorcine Kenntnis und beschrieb sie 1779, 1786 und 1796 als Poudingues de Vallorsine. Die Prägung des Terminus Verrucano wird von Ludwig Milch aber dem Italiener Paolo Savi zugeschrieben, der diese Gesteine auf der Insel Elba und am Castell Verruca in den Monti Pisani untersuchte. Im Jahr 1832 benannte er sie unter diesem Namen auf einer Karte sowie in einen Brief bezugnehmend (Breccia da Macine del Targioni) auf den Naturalisten Giovanni Targioni Tozzetti (nach anderer Auffassung erst 1838).

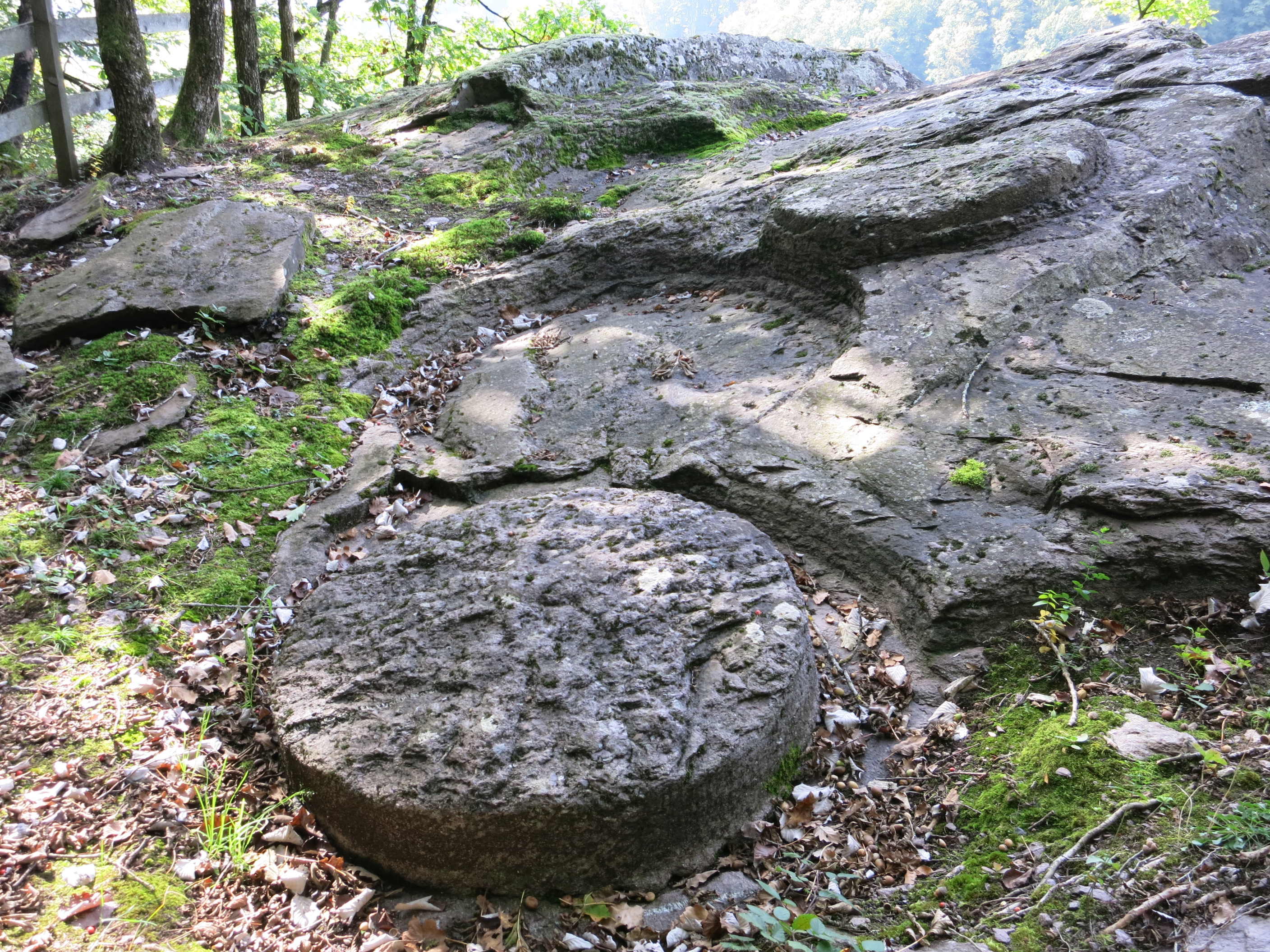
Mühlsteinbruch Mels

Etwas später, im Jahr 1850 überträgt Bernhard Studer diesen in der Toskana geprägten Terminus auf analoge Gesteinsabfolgen in den Schweizer Alpen.

## Beschreibung
Die Sedimentgesteine des Verrucano variieren in Färbung und Aussehen durch wechselnde Anteile von Schieferfragmenten, Feldspattrümmern und serizitischem Bindemittel. Neben den kennzeichnenden Konglomeraten und Brekzien enthält die Schichtserie des Verrucano Sand-, Schluff- und Tonsteine. An einigen Stellen treten in Form von glimmerschieferartigen und Gneisen ähnlichen Ausprägungen stärkere metamorphe Zonen auf. Die Farbe der Gesteine ist oft rot, untergeordnet auch grün, violett oder graubraun. Eingeschaltet in die Sedimentfolge sind vulkanische Ablagerungen, zum Teil als Lava oder Aschelagen, zum Teil als vulkanische Gänge.
Die Sedimentfolge bildete sich in Flüssen und saisonalen Wildbächen als Ablagerung der Verwitterungsprodukte des variskischen Gebirges. Durch Verwitterung und Oxidation des Eisens erhielt das Sediment eine rote Färbung. Die Oxidation des Sediments beweist auch, dass während der Ablagerungszeit heißes Klima geherrscht haben muss, wie dies schon im vorausgehenden Oberkarbon der Fall war. Ausbildung und Ablagerungsweise des Alpinen Verrucano weisen ihn dem festländischen Rotliegend-Ablagerungsbereich zu, der über weite Teile Mitteleuropas verbreitet war. Gut erhaltene und nur wenig metamorphe Sedimente des Verrucano finden sich als mächtige Ablagerungen vor allem im Helvetikum der Alpen. Im Penninikum und Ostalpin (Nördliche Kalkalpen, Zentrale Ostalpen) sind ebenfalls Gesteine des Verrucano bekannt (bis Permoskyth, Wende Perm/Untertrias), hier wurden sie allerdings stärker in die alpidische Gebirgsbildung mit einbezogen und sind metamorph.

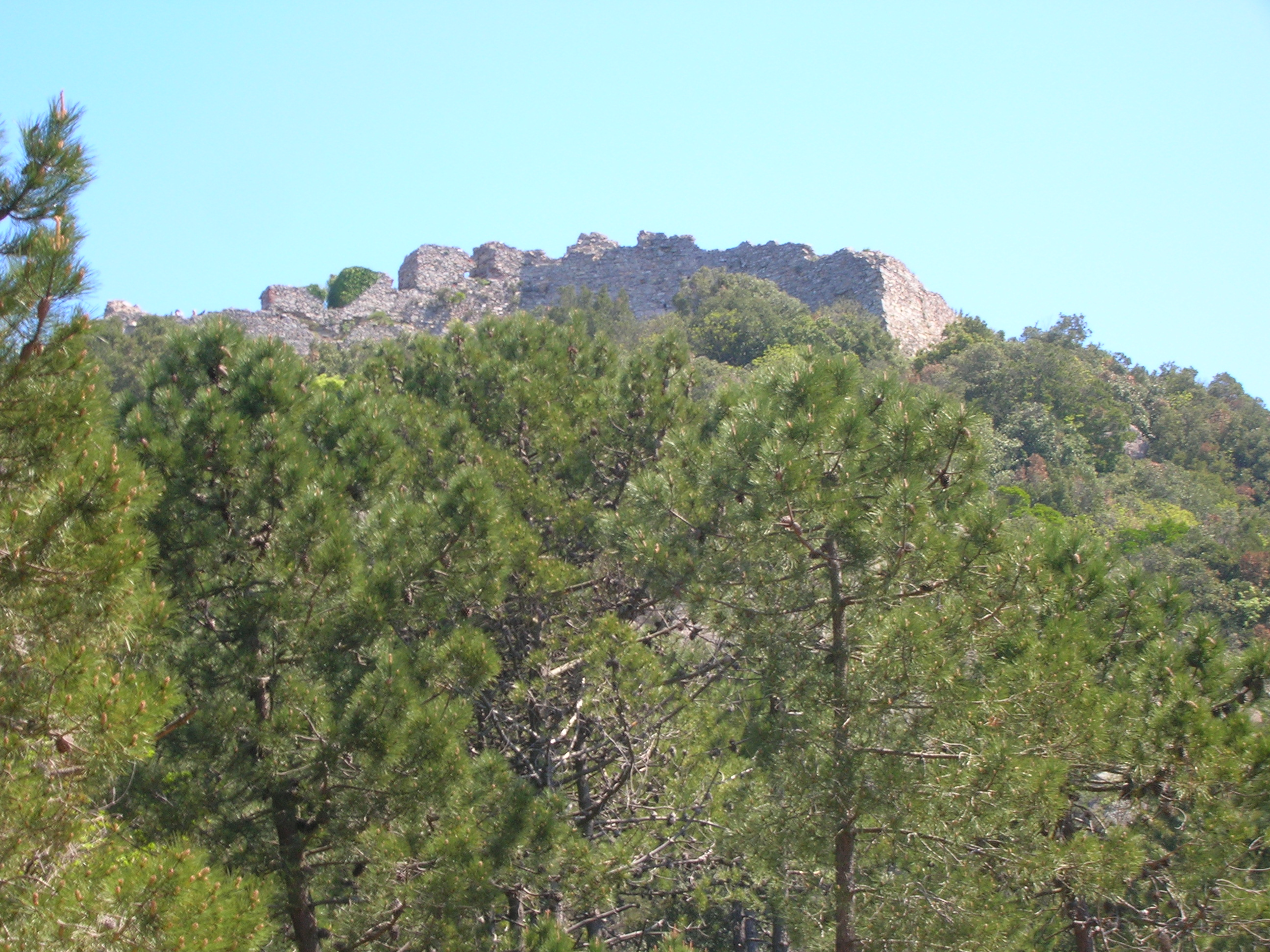
Der Monte Verruca (Rocca della Verruca) in Italien
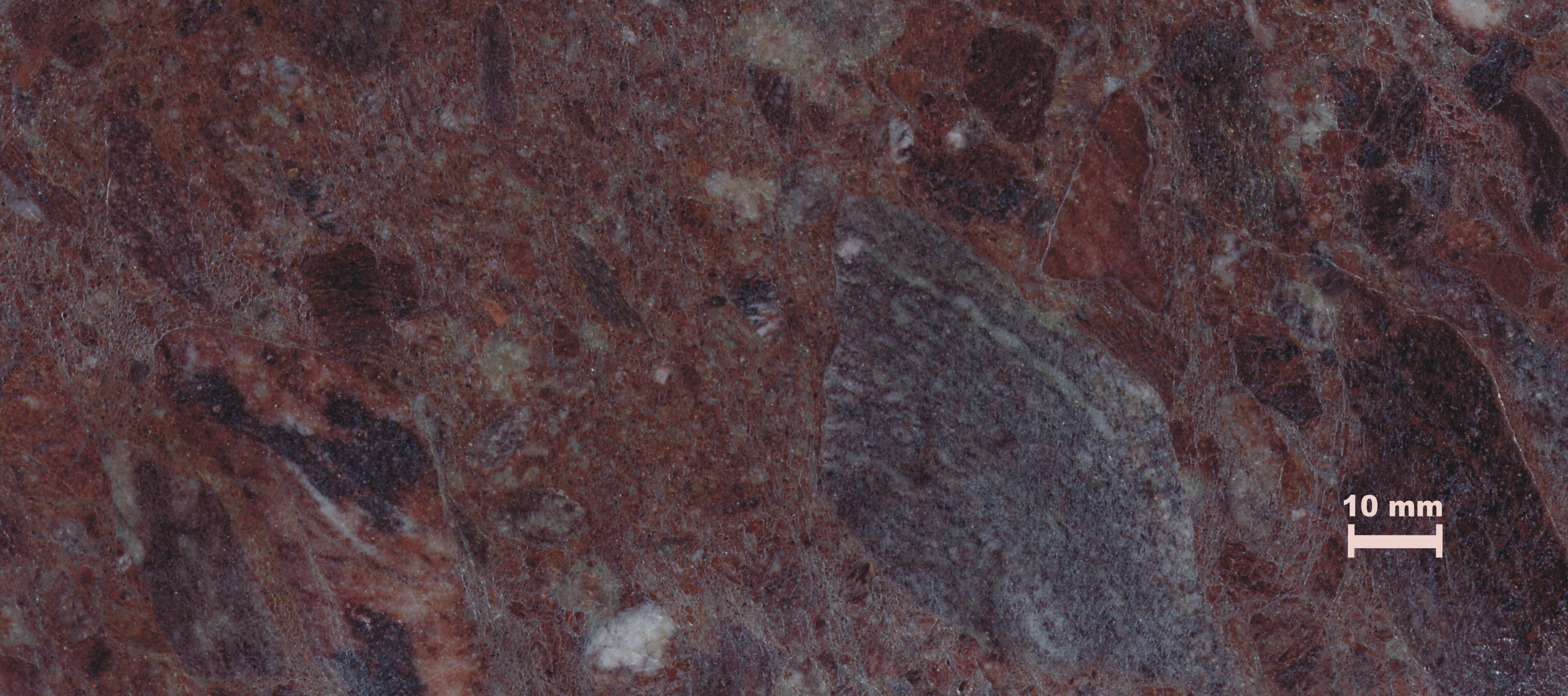
Verrucano-Konglomerat von Collonges
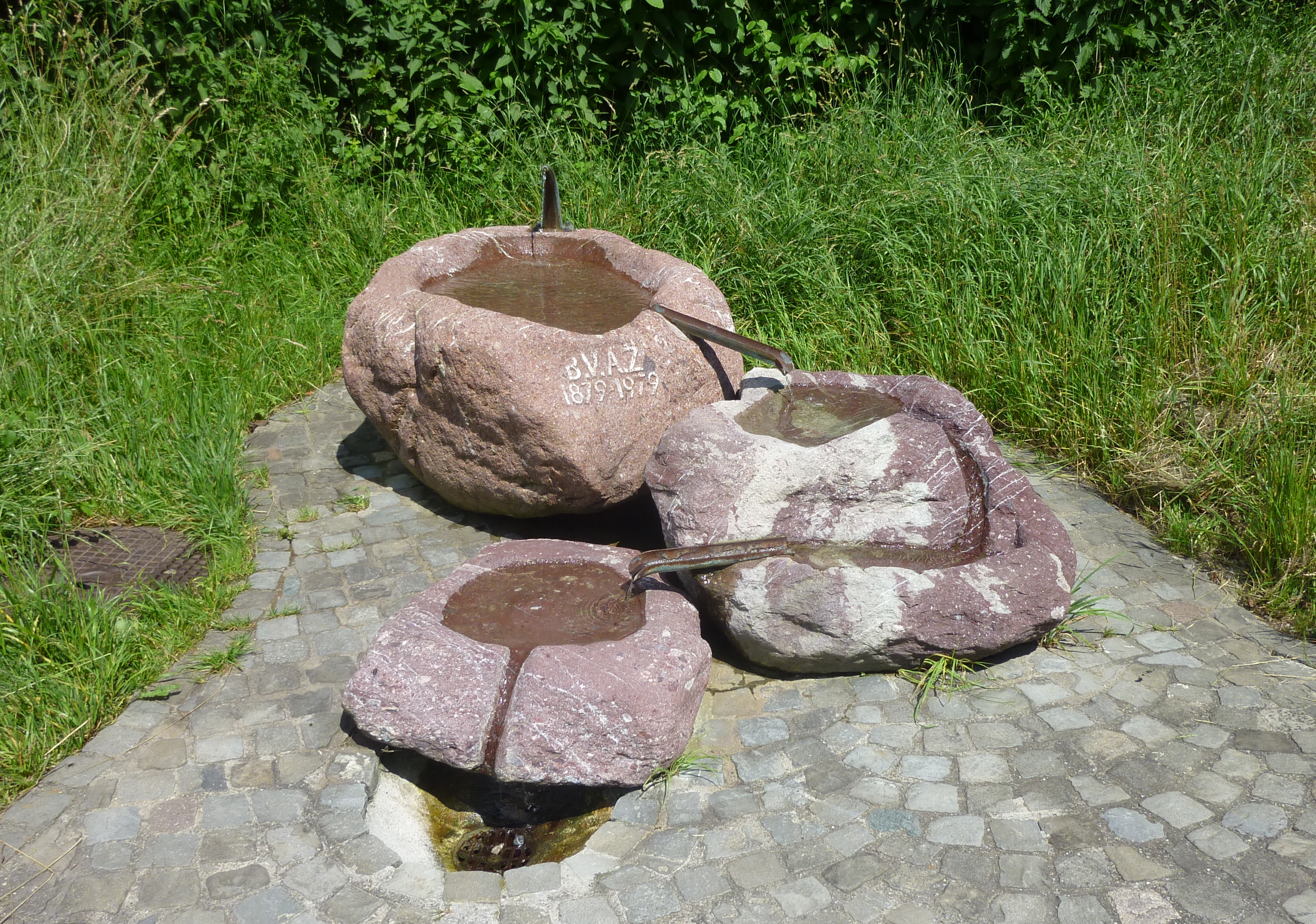
Brunnen aus  Verrucano-Findlingen in Zollikon
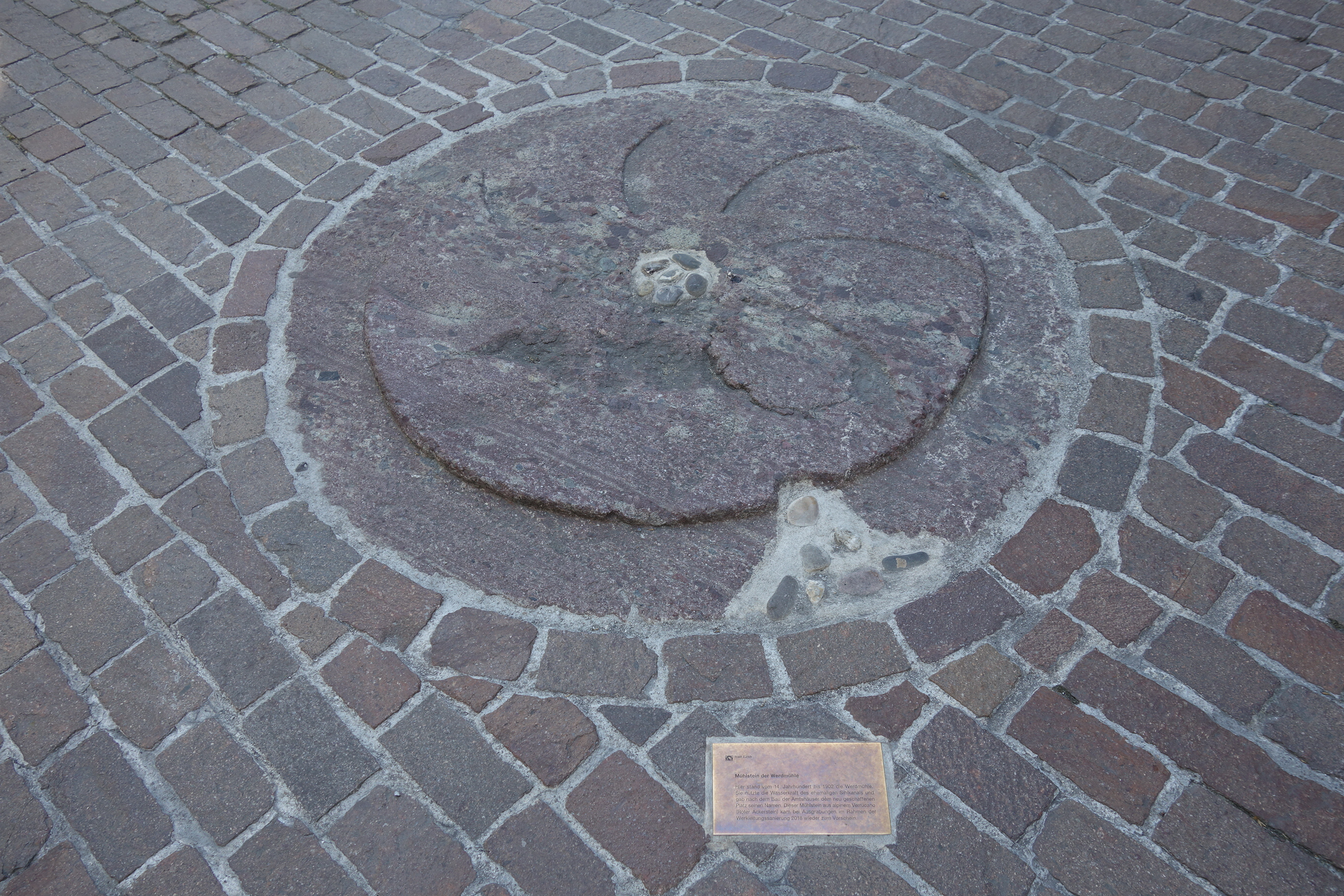
Mühlstein, ehemalige Werdmühle, Zürich

## Naturwerksteine
- Rouge de Collonges, bei Collonges
- Vert de Salvan, bei Salvan
- Melserstein, bei Mels mit Mühlsteinbruch